# Historieschilderkunst

De laatste dag van Pompeii (1833) van Karl Brjoellov is een wezenlijk voorbeeld van historieschilderkunst

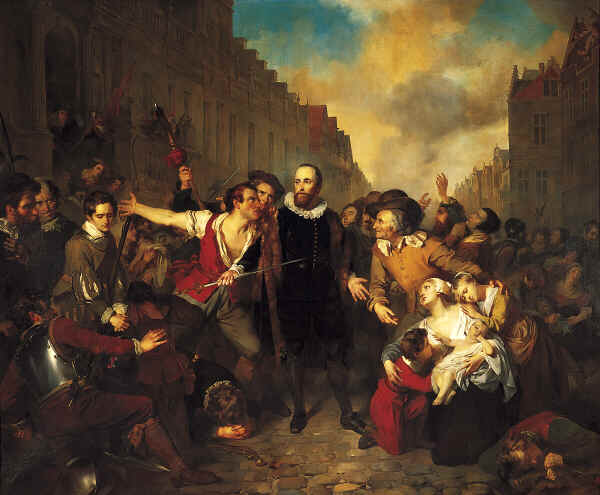
De zelfopoffering van burgemeester Van der Werff (1829) van Gustaaf Wappers. Centraal Museum, Utrecht

Historieschilderkunst is het schilderen van scènes met een verhalende inhoud uit de klassieke geschiedenis, christelijke geschiedenis en mythologie alsook het weergeven van historische gebeurtenissen uit het verre of nabije verleden. 
Een historiestuk is het resultaat hiervan; een schilderij dat een afbeelding geeft van een Bijbels, mythologisch, historisch, allegorisch of literair tafereel. Het gaat meestal om een schilderij van een relatief groot formaat, waarop meerdere figuren zijn afgebeeld. De term is niet van toepassing op de Bijbelse schilderijen uit de middeleeuwen. Vanaf de renaissance, toen het afbeelden van scènes uit de Oudheid in de mode kwam, gold het genre als het hoogste in de schilderkunst. Aan deze bevoorrechte hiërarchische positie kwam pas aan het eind van de negentiende eeuw een eind.

## Historieschilderkunst in Nederland
In de Gouden Eeuw raakte de historieschilderkunst in de Republiek der Nederlanden in zwang. De voornaamste vertegenwoordiger was Rembrandt, die vooral veel Bijbelse taferelen schilderde.
Veel belangrijke Nederlandse schilders zijn geïnspireerd en beïnvloed, althans in hun beginjaren, door Italiaanse voorbeelden. Kopieën van Italiaanse meesterwerken circuleerden in de Republiek. Deze suggereerden bepaalde compositorische schema's. Ook de behandeling van licht en donker (clair-obscur), waar de Nederlanders zelf absoluut meesters in zouden worden, was voor een deel terug te voeren op Italiaanse voorgangers, met name op Caravaggio. Ook trok men zelf naar Italië om de voorbeelden met eigen ogen te kunnen aanschouwen. Als een speciale schakel fungeerden de Utrechtse caravaggisten zoals Hendrick ter Brugghen, Dirck van Baburen en Gerard van Honthorst.

## Historieschilderkunst in België
In Vlaanderen was in de zeventiende eeuw Rubens de voornaamste vertegenwoordiger van de historieschilderkunst. Hij schilderde onder meer veel mythologische onderwerpen. Abraham Janssens was een belangrijke historieschilder in Antwerpen tussen 1600 en 1620, alhoewel Rubens na 1609 de leidende figuur was. Zowel Anthony van Dyck als Jacob Jordaens waren actieve schilders van monumentale historiescènes. Na Rubens' dood was Jordaens de belangrijkste Vlaamse schilder. Andere vermeldenswaardige kunstenaars die het idioom van Rubens volgden waren Gaspar de Crayer, die in Brussel actief was, Artus Wolffort, Cornelis de Vos, Jan Cossiers, Theodoor van Thulden, Abraham van Diepenbeeck, en Jan Boeckhorst. 
Tijdens de tweede helft van de eeuw combineerden historieschilders de lokale invloeden met hun kennis van het classicisme en de Italiaanse barok. Schilders die deze strekking volgden waren Erasmus Quellinus de Jongere, Jan van den Hoecke, Pieter van Lint, Cornelis Schut, en Thomas Willeboirts Bosschaert. Later in de 17e eeuw was het Anthony van Dyck die een grote invloed liet gelden op schilders als Pieter Thijs, Lucas Franchoys de Jongere, en schilders die geïnspireerd werden door het theatrale van de late barok zoals Theodoor Boeyermans en Jan Erasmus Quellinus. Daarnaast bestond er een Vlaamse variant van het caravaggisme zoals beoefend door Theodoor Rombouts en Gerard Seghers. 
Na de Belgische opstand in 1830 had de jonge natie een grote behoefte aan een eigen identiteit. Door middel van de schilderkunst werden verschillende episoden uit de Belgische geschiedenis aan het grote publiek getoond. De bewoners van Noord-Gallië, door Julius Caesar Belgen genoemd, en mannen als Godfried van Bouillon werden populaire onderwerpen voor Belgische schilders. De bekendste vertolker van deze historieschilderkunst in de romantiek was Gustaaf Wappers. Daarnaast hebben ook Louis Gallait, Ernest Slingeneyer, Nicaise de Keyser, Henri of Hendrik Leys en Antoine Wiertz belangrijke bijdragen geleverd. 